# Tersus crowsoni
Tersus crowsoni is een keversoort uit de familie Schizophoridae. De wetenschappelijke naam van de soort is voor het eerst geldig gepubliceerd in 2006 door Ponomarenko.